# エリック・デッケル
エリック・デッケル（Erik Dekker, 1970年8月21日 - ）は、オランダ・ホーヘヴェーン出身の元自転車競技（ロードレース）選手。現在はラボバンクのレースディレクター（助監督）。本名は、ヘンドリック・デッケル（Hendrik Dekker）。エリック・デッカーと表記するWebや雑誌もある。

## 経歴
1992年のバルセロナオリンピック・個人ロードレースにおいて、ファビオ・カサルテッリに次いで2位に入る。同年プロに転向。1996年にラボバンクに移籍し、同年の国内選手権・個人タイムトライアル（ITT）を優勝。1997年、オランダ一周で総合優勝を果たした。
2000年シーズンは、自身にとって大活躍の年となった。ツール・ド・フランスの第8、11、17ステージを制覇。スプリンターを抱えるチームのコントロールによる集団ゴールが常態化し、ルーラーの活躍が見込めなくなった近年のツールでは逃げによる区間優勝は非常に困難であり、絶大な賞賛を受けた。さらに2度目のオランダ一周総合優勝に加え、こちらも2度目となる、国内選手権・ITTを制覇。さらに、クラシカ・サンセバスティアンも優勝した。
2001年シーズンも活躍が続き、アムステルゴールドレースを制覇や、ロンド・ファン・フラーンデレン2位など、クラシックレースで好成績を収め、同年のUCI・ロードワールドカップ総合優勝を果たした。また、ツール・ド・フランスの第8ステージも制した。また2002年シーズンも、ティレーノ〜アドリアティコにおいて総合優勝を果たし、3度目の国内選手権・ITT制覇を果たすなどの活躍を見せたが、2003年は怪我のため、シーズンの大半を棒に振る形となってしまった。
2004年、最後のオランダ一周総合優勝者となった他、初の国内選手権・個人ロードレース制覇、パリ〜ツール優勝などの実績を残し、復活をアピールした。その後、2006年シーズン限りで現役を引退。2007年、上述の通り、ラボバンクのチームスタッフとなった。
息子のデヴィッドもプロロードレース選手としてかつて自身が長く所属したラボバンクの後進チームであるチーム・ユンボ・ヴィスマに所属している。
また、息子のケルビン（デヴィッドの兄）は2020年から女子のアンダー23カテゴリのチームのスポーツディレクターを務め、2022年からはオランダ籍のコンチネンタルチームでスポーツディレクターを務めている。